# イサイアス・ベラスケス
イサイアス・エノク・ベラスケス（Isaias Enoc Velasquez, 1988年5月7日 - ）は、パナマ・パナマ市出身のプロ野球選手(中堅手)。右投右打。

## 経歴
2012年11月に、母国パナマで行われた第3回WBC予選のパナマ代表に選出された。

## 詳細情報

### 代表歴
- 2013 ワールド・ベースボール・クラシック・パナマ代表